# کولیج (آریزونا)
کولیدج (به انگلیسی: Coolidge) شهری در شهرستان پاینال ایالت آریزونا است که در سرشماری سال ۲۰۱۰ میلادی، ۱۱٬۸۲۵ نفر جمعیت داشته است. کولیدج، به‌طور رسمی در تاریخ ۱۹۴۵ میلادی به‌عنوان یک شهر شناخته شد.